# Gangarilla
Gangarilla es el nombre que en el siglo XVII recibían las compañías de cómicos ambulantes compuestas por tres o cuatro actores, acompañados por un muchacho que interpretaba los papeles femeninos.
De la clasificación histórica de tipos de compañía de teatro del Barroco español, gangarilla es, tras el bululú y el ñaque, la tercera que describe Villandrando en su libro El viaje entretenido.

"...Gangarilla es compañía más gruesa; ya van aquí tres o cuatro hombres, uno que sabe tocar una locura; llevan un muchacho que hace la dama, hacen el auto de La oveja perdida, tienen barba y cabellera, buscan saya y toca prestada (y algunas veces se olvidan de volverla), hacen dos entremeses de bobo, cobran a cuarto, pedazo de pan, huevo y sardina y todo género de zarandaja (que se echa en una talega); éstos comen asado, duermen en el suelo, beben su trago de vino, caminan a menudo, representan en cualquier cortijo y traen siempre los brazos cruzados.
1. RÍOS.- ¿Por qué razón?
2. SOLANO.- Porque jamás cae capa sobre sus hombros."

Agustín de Rojas Villandrando

Del mencionado Auto de la oveja perdida —título inspirado en la parábola homónima— informaba Díez Borque que fue estrenado por Juan de Timoneda en 1557, y editado en su Ternario sacramental; y añade que la circunstancia de ser representado por compañías de gangarilla puede considerarse como prueba de su popularidad y difusión en el periodo del Teatro del Barroco en España.

## Permanencia
Una revisión contemporánea de este tipo de teatro fue presentada en el Corral de comedias de Almagro según libreto de Arturo Echavarren, con el título de Gangarilla. El día del acabose. Un espectáculo inspirado en piezas clásicas de Quevedo, Tirso de Molina, Luis Vélez de Guevara, Vicente Espinel, Salas Barbadillo, Cervantes y Rojas Villandrando. La puesta en escena fue nominada como Espectáculo Revelación en la edición de 2013 de los Premios Max.  